# Porta San Pellegrino
Porta San Pellegrino é um portão na muralha exterior do Vaticano, do lado da Colunata de Bernini e perto do pequeno correio do Vaticano. É chamado também de Porta Viridaria. Ele foi reconstruído em 1492 pelo papa Alexandre VI, cujo brasão está no alto do portão. Atualmente é pouco utilizado.